# Сенуси
Вижте пояснителната страница за други значения на Сенуси.
Сенусистите (на арабски السنوسية) е името на мюсюлмански суфистки орден и племе, населяващ Либия и Суданския регион. Основан е през 1837 година в Мека от Великия Сенуси, носещ името Саид Мухамад ибн Али ас-Сенуси. Членовете му твърдят, че са преки наследници на ислямския пророк Мохамед. Главните тревоги на Сенуси са упадъкът на ислямската философия и духовност и отслабването на мюсюлманската политическа единност. От 1902 до 1913 година сенусистите се борят срещу френската експанзия в Сахара, а също и срещу италианската колонизация на Либия, започнала пре 1911 година. През Първата световна война воюват срещу британците в Египет и Судан. По време на Втората световна война Сенусистите осигуряват важна подкрепа на британската Осма армия в Северна Африка срещу немските и италианските сили. Внукът на Великия Сенуси, Идрис, става крал на Либия през 1951 година. През 1969 година той е свален от власт чрез военен преврат, воден от полковник Муамар Кадафи. Известна част от населението на Либия продължава да се свързва със сенусисткото движение.
| Портал | Портал „Африка“ съдържа още много статии, свързани с Африка. Можете да се включите към Уикипроект „Африка“. |